# Macogny
Macogny – miejscowość i gmina we Francji, w regionie Hauts-de-France, w departamencie Aisne.
Według danych na rok 2014 gminę zamieszkiwały 84 osoby, a gęstość zaludnienia wynosiła 13,6 osób/km².